# 지방도 제803호선
지방도 제803호선은 전라남도 진도군 임회면 진구지삼거리에서 해남군 화원면 매월리를 잇는 전라남도의 지방도이다.
2003년 이전에는 노선명이 '인지 ~ 돈지선'이었다. 2003년 3월 27일 노선이 변경되면서 '임회 ~ 화원선'이 되었다.

## 연혁
- 1985년 12월 23일 : 기점을 '진도군 지산면 인지리', 종점을 '진도군 의신면 돈지리'로 명시[1]
- 1990년 4월 16일 : 1991년 12월까지 인지 ~ 진도간 도로(진도군 진도읍 교동리 ~ 해창리, 진도군 지산면 인지리) 7.22km 구간 확포장공사 계획을 공고[2]
- 1991년 1월 10일 : 진도군 진도읍 교동리 ~ 해창리 5.62km 구간 도로예정지 해제[3]
- 1991년 4월 12일 : 1993년 3월까지 진도 ~ 돈지간 도로(진도군 진도읍 남동리 ~ 의신면 돈지리) 7.56km 구간과 1994년 3월까지 지산 도로(진도군 지산면 인지리 ~ 가학리) 11.28km 구간 확포장공사 계획을 공고[4]
- 1992년 1월 27일 : 진도군 지산면 인지리 ~ 기학리 11.28km 구간과 진도군 진도읍 남동리 ~ 의신면 돈지리 7.56km 구간 도로예정지 해제[5]
- 1992년 5월 4일 : 인지 ~ 소포간 도로(진도군 지산면 인지리 ~ 소포리) 9.32km 구간 확포장공사 계획을 공고[6]
- 1993년 3월 22일 : 도로 확포장공사를 위해 진도군 지산면 소포리 ~ 산월리 2.49km 구간 도로구역 변경[7]
- 1995년 12월 8일 : 기존 지방도 노선을 폐지하고 새로 지정[8]
- 1996년 12월 9일 : 1997년 12월까지 진도읍 도로(진도군 진도읍 남동리 ~ 쌍정리) 확포장공사를 위해 640m 구간 도로구역 변경, 1998년 3월까지 소포교(진도군 의신면 소포리) 개축공사를 위해 400m 구간 도로구역 변경[9]
- 2003년 3월 27일 : 기존 지방도 노선인 인지 ~ 돈지선을 폐지하고 기점을 '진도군 임회면 평목리', 종점을 '해남군 화원면 매월리'로 하여 98.2km 구간을 지방도 제803호선 '임회 ~ 화원선'으로 새로 지정[10]
- 2008년 4월 4일 : 2010년 12월까지 진도 보전지구(진도군 지산면 보전리) 개량공사를 위해 940m 구간 도로구역 변경, 2010년 12월까지 완도 고금지구(완도군 고금면 세동리) 개량공사를 위해 480m 구간 도로구역 변경[11]
- 2010년 12월 13일 : 2013년 12월까지 와우 ~ 보전간 도로(진도군 지산면 와우리 ~ 보전리) 확포장공사를 위해 5.2km 구간 도로구역 변경, 2013년 12월까지 산월 ~ 청용간 도로(진도군 진도읍 산월리 ~ 수유리) 확포장공사를 위해 3.75km 구간 도로구역 변경[12]
- 2013년 4월 5일 : 2015년까지 매월 ~ 수미간 도로(해남군 화원면 매월리) 확포장공사를 위해 927m 구간 도로구역 변경[13]
- 2014년 2월 20일 : 산월 ~ 청용간 도로(진도군 진도읍 산월리 ~ 수유리) 3.75km 구간 확장 개통[14]
- 2014년 4월 10일 : 2023년까지 거제 ~ 안치간 도로(진도군 지산면 거제리 ~ 소포리) 확포장공사를 위해 1.2km 구간을 3.8km로 도로구역 변경[15]
- 2014년 11월 20일 : 와우 ~ 보전간 도로 공사기간을 2015년 12월까지로 연기[16]
- 2015년 12월 10일 : 와우 ~ 보전간 도로(진도군 지산면 와우리 ~ 보전리) 5.02km 구간 확장 개통[17]
- 2016년 1월 22일 : 매월 ~ 수미간 도로(해남군 화원면 매월리) 927m 구간 확장 개통[18]

## 주요 경유지
- 진도군
  - 임회면 진구지삼거리 - 연동리
  - 지산면 팽목방조제 - (미개통 구간 : 심동리 - 급치산 - 가학리) - 가학항 - 세방낙조전망대 - 가치리 - 지산면가치리 교차로 - (미개통 구간 : 가치리 - 와우리 - 장재미고개 - 보전리) - (하보전리) - 보전방조제 - (미개통 구간 : 거제리) - (안치) - 대흥포방조제 - 지산면소포리 교차로 - 소포교
  - 진도읍 소포교 - 산월리 - 진도읍산월리 교차로 - 쉬미항 - (미포장 구간 : 산월리 - 수유리) - (전두리) - 군내교
  - 군내면 군내교 - 군내지구방조제 (나리방조제) - 나리 - 군내산업단지 - 녹진 교차로 - 녹진시외버스터미널 - 진도대교 교차로 - 진도대교
- 해남군
  - 문내면 진도대교 - 우수영교 - 우수영 교차로 - 중앙M마트 - 명량대첩비 - 해남군수협 우수영지점 - 서상리 - 예락리 - 임하도입구 - 무고리 - 용정교 - 궁항
  - 화원면 화봉리 - 오시아노해변 - 주광리 - 인지리 - (미개통 구간 : 후산리 - 월호리 - 매월리)

## 중복 구간
- 진도군 군내면 녹진 교차로 ~ 해남군 문내면 우수영 교차로 : 국도 제18호선과 중복

## 도로명
- 진도군 임회면 진구지삼거리 ~ 지산면 팽목방조제 : 진구지길
- 진도군 지산면 가학항 ~ 지산면가치리 교차로 : 세방낙조로
- 진도군 지산면 (하보전리) ~ 보전방조제 : 보전로
- 진도군 지산면 (안치) ~ 군내면 녹진 교차로 : 서부해안로
- 진도군 군내면 녹진 교차로 ~ 해남군 문내면 우수영 교차로 : 진도대로
- 해남군 문내면 우수영 교차로 ~ 중앙M마트 : 공룡대로, 동현길
- 해남군 문내면 중앙M마트 ~ 해남군수협 우수영지점 : 우수영안길
- 해남군 문내면 해남군수협 우수영지점 ~ 화원면 화봉리 : 우수영로
- 해남군 화원면 화봉리 ~ 인지리 : 시아로